# Bacchisa pallidiventris
Bacchisa pallidiventris es una especie de escarabajo longicornio del género Bacchisa, tribu Astathini, subfamilia Lamiinae. Fue descrita científicamente por Thomson en 1865.

## Descripción
Mide 7-12 milímetros de longitud.

## Distribución
Se distribuye por China, Laos y Vietnam.